# Али Акбар Дехода
Аламех Aли Aкбар Деххода (перс. علی‌اکبر دهخدا‎‎; 1879 — 9. март 1956) био је познати ирански лингвиста, и аутор Дехходиног речника — најобимнијег речника персијског језика.

## Биографија
Деххода је рођен у Техерану, а родитељи су му пореклом из Казвина. Отац му је преминуо када је имао само десет година. Деххода је убрзо бриљирао у персијској књижевности, арапском и француском језику и дипломирао на колеџу где је студирао политичке науке.
Био је активан у политици, и служио у Маџлесу (Скупштини) као посланик из Кермана и Техерана. Такође је био декан Факултетеа политичких наука, а касније и Правног факултета Универзитета у Техерану.
Године 1903. отишао је на Балкан као службеник иранске амбасаде, али се две године касније вратио у Иран и прикључио се Уставној револуцији Ирана.
У Ирану ’’Деххода”, ’’Мирза Јахангир Кан” и ’’Џасем Кан” су објављивали новине ’’Сур-е Есрафил” око две године, али је ауторитарни краљ Мохамад Али-шах распустио парламент и протерао Дехходу и неке друге либерале у Европу у изгнанство. Тамо је наставио да објављује чланке, али када је Мохамад Али-шах свргнут са власти 1911. године, вратио се у земљу и постао члан новог Маџлеса.
Сахрањен је на гробљу Ебн-е Бабујех у Шахр-е Реју, у близини Техерана.
У свом чланку „Први ирански научник који је аутор најобимнијег и најпотпунијег речника у фарсију“, ’’Манучехер Садат Нори” написао је:
„Књижевна и коментаторска дела Алија Акбара Дехходе (ААД) заправо су почела током његове сарадње са часописом Сор-е Есрафил где је започео сатиричку политичку рубрику названу ’’Глупости” (персијски: Чаранд-о-паранд). Персијски назив ’’Дакхо” био је његов потпис и уметничко име за ту рубрику. Псеудоним Даххо се не односи само на администатора села (персијски: ’’Деххода” или ’’Кадхода”), него се односи и на безазлену или просту особу(персијски: Саде лох).

## Дела
Деххода је превео Монтескијеову ’’De l'esprit des lois’’ (Дух закона) на персијски.
Такође је написао ’’Амсал о хекам” (Пословице и епиграфи) и објавио у четири књиге, ’’француско-персијски речник”, и друге књиге, али је његово лексикографско ремек-дело Логатнаме Деххода (Дехходин речник), највећи персијски речник икада објављен и који се састоји од 15 томова. Др Мохамад Моиин успео је да доврши незавршене Дехходине делове по захтеву самог Дехходе. Коначно, књига је објављена након четрдесет пет година Дехходиног напора.
- Декодина лична напомена: „ Оно што читатељ овог речника види није плод једног животног напора, већ је то плод од многих животних напора.“